# Uróboros (álbum de José Andrëa y Uróboros)
Uróboros es el primer álbum de estudio de la banda José Andrëa y Uróboros, fundado por el ex cantante de Mägo de Oz, José Andrëa.

## Descripción
A diferencia del estilo de Mägo de Oz, que va desde el Folk Metal y el Power Metal, hasta a subgéneros como el Metal Gótico, Metal Sinfónico y Heavy Metal, este disco tiene un estilo más suave, con claros tintes de Hard Rock y Blues Rock, con cortes de los años 60 y 70, como el propio José Andrëa ha mencionado reiteradas veces en entrevistas ofrecidas a diferentes medios de comunicación especializados tanto en Rock como de Heavy Metal. La voz de José se sitúa ahora en tonos más graves que los que le caracterizaban en Mägo de Oz, pero sin perder su esencia. Este primer trabajo discográfico cuenta con 13 canciones.
Las letras de las canciones están compuestas todas por José Andrëa, excepto Frío, que es una versión del grupo Alarma!!! y está compuesta por Manolo Tena.

## Lista de canciones
| N.º | Título                                                                                              | Duración |  |
| 1.  | «El tren»                                                                                           | 3:53     |  |
| 2.  | «Vanidad»                                                                                           | 3:45     |  |
| 3.  | «Al otoño espero»                                                                                   | 3:50     |  |
| 4.  | «No cuentes con ellos»                                                                              | 4:12     |  |
| 5.  | «Siempre vuelve a amanecer»                                                                         | 3:20     |  |
| 6.  | «Lo más preciado del mundo»                                                                         | 4:15     |  |
| 7.  | «Frío» (versión del grupo Alarma!!!)                                                                | 3:56     |  |
| 8.  | «Flores en tu colchón»                                                                              | 2:48     |  |
| 9.  | «A cubazos»                                                                                         | 6:58     |  |
| 10. | «Ni afinado ni medido»                                                                              | 2:34     |  |
| 11. | «Aún me puedo peinar»                                                                               | 3:39     |  |
| 12. | «La canción de los deseos» (versión de la canción del disco La ciudad de los árboles de Mägo de Oz) | 5:01     |  |
| 13. | «A quien conmigo va»                                                                                | 3:50     |  |

## Integrantes
- José Andrëa: voz
- Pedro Díaz "Peri": bajo
- Sergio Cisneros "Kiskilla": teclados
- Juan Flores "Chino": guitarra solista
- Juanjo Frontela: batería